# Rzeźba Puryfikacja w Krakowie
Rzeźba „Puryfikacja” (potocznie nazwana Świnią na rzece lub Świnią na Wiśle) – rzeźba w Krakowie, ulokowana na specjalnej platformie na Wiśle, na odcinku rzeki, między Mostem Powstańców Śląskich i Kładką Ojca Bernatka, pomiędzy Bulwarem Kurlandzkim (Kazimierz) a Bulwarem Podolskim (Podgórze).

## Historia
Rzeźba została wykonana w 2010 roku przez Mateusza Okońskiego jako tzw. „dyplom Okońskiego”. Wykonanie rzeźby było związane z ukończeniem studiów w 2009 roku na Wydziale Rzeźby Akademii Sztuk Pięknych im. Jana Matejki w Krakowie przez Okońskiego. W tym samym roku rzeźba została zamontowana na specjalnej, betonowej platformie na Wiśle, między Kazimierzem, a Podgórzem.
W 2012 roku Małgorzata Gołębiewska, dyrektor artystyczna wydarzenia ArtBoom Festival, poinformowała, że rzeźba przedstawia świnię domową, leżącą na stosie, która ma symbolizować „próbę oczyszczenia Krakowa i krakowian z różnych traum i zaszłości”.
W 2019 roku rzeźba została zdewastowana za pomocą farby w sprayu. W tym samym roku, budowla przeszła konserwację, mającą na celu usunięcie farby z rzeźby.